# Казаков, Иван Васильевич
Иван Васильевич Казаков (1937—2011) — советский и российский селекционер, академик РАСХН (с 2013 г. РАН). Создатель более 20 сортов ремонтантной малины. Заслуженный деятель науки РФ, почётный работник высшего профессионального образования РФ, доктор сельскохозяйственных наук, профессор.
Достижением  мирового уровня являются его сорта малины ремонтантного типа, способные плодоносить с конца июня и до устойчивых осенних заморозков. За цикл работ по биологии и селекции малины он удостоен золотой медали им. И.В. Мичурина.

## Биография
Родился Иван Васильевич 1 мая 1937 г. в д. Усвятье Дорогобужского района Смоленской области. Детство его пришлось на тяжелые военные и послевоенные годы, и ему с лихвой пришлось испытать все тяготы этого времени. Призвание И. В. Казакова определилось еще в детстве. Повлиял на главное увлечение жизни и, собственно, определил судьбу Ивана Казакова его дед – Степан Федорович Сосонкин, председатель местного колхоза. С необыкновенной теплотой рассказывал Иван Васильевич о нем.
…Я не забуду деда вещих слов:
«Спеши, мой внук, жизнь слишком коротка,
Сажай сады. Россия без садов,
Что стриженая девка без платка».
Дед вместе с юным будущим садоводом отыскивали в лесу дички яблони, груши и прививали их. Иван Васильевич рассказывал, что его радости не было предела, когда прижилась первая прививка. Желание же превратить полудикие, разбросанные по клочкам в колхозах и совхозах родной Смоленщины сады в культурные насаждения и определило дальнейший жизненный путь Ивана Казакова. Решение связать свою жизнь с садоводством было твердым и, как говорится, бесповоротным.

После окончания Дорогобужской средней школы в 1954 г. И.В.Казаков поступает в Мичуринский плодоовощной институт им. И.В.Мичурина. Будучи студентом первого курса он написал строки, которые стали эпиграфом всей его жизни:
В плену цветочном сад едва качается,
Заботой пчел неистово звеня,
И вижу я, мне чисто улыбается
Красивая профессия моя.
Получив высшее образование, И.В.Казаков начал свою трудовую деятельность в Обоянском плодопитомническом совхозе Курской области в должности управляющего центральным отделением (1959-1961 годы). Затем работал главным агрономом совхоза «Шульгинский» на родной Смоленщине (1961-1963 годы).
Научная деятельность И. В. Казакова началась в 1963 году с приездом на Брянщину, где годом ранее на базе Кокинского совхоза-техникума был организован опорный пункт Научно-исследовательского зонального института садоводства нечернозёмной полосы (НИЗИСНП), ныне ВСТИСП. Основной задачей этого учреждения было изучение местных и созданных селекционным путем новых сортов груши. В рамках этих исследований Иваном Васильевичем проведены экспедиционные обследования дикорастущих насаждений груши, выделены для предварительного изучения 63 формы. Им выполнена содержательная работа по определению всхожести семян, энергии их прорастания, сроков стратификации, искусственному промораживанию корневых систем сеянцев и изучению их архитектоники, поведению подвоев в питомнике, выявлению лучших опылителей. Поставлены оригинальные методологические опыты по прививке корневых черенков долговечных деревьев груши в крону.
В результате исследований выделены надежные сеянцевые подвои груши (Березка, Пасечная, Желтая), заложен маточно-семенной сад. Итогом этой шестилетней кропотливой работы стало написание кандидатской диссертации «Изучение подвоев груши в условиях Брянской области» (Мичуринск, 1969), которая не утратила своей актуальности и в наши дни.
По окончании заочной аспирантуры (1968 г.) И.В. Казакову поручают заняться новой научной тематикой – селекцией малины. С присущей ему энергией и напором Иван Васильевич приступает к изучению отечественного и зарубежного опыта, сбору коллекции сортов, созданию гибридного фонда этой культуры. В процессе работы им модифицирована методика проведения гибридизации, создания и оценки исходного материала, определены параметры пригодности сорта малины к машинной уборке урожая. Впервые в отечественной селекции малины использован метод инбридинга для оценки генетического потенциала родительских форм и метод искусственного промораживания при оценке зимостойкости гибридного потомства.
Наряду с научными исследованиями И.В.Казаков одновременно вел многолетнюю (1963-2011 годы) педагогическую работу по подготовке сельскохозяйственных кадров. Сначала преподавал курс плодоводства в Кокинском ордена Трудового Красного Знамени совхозе-техникуме, а с организацией в 1980 году Брянского сельскохозяйственного института работал в качестве доцента и профессора. С 1988 по 2011 год являлся заведующим кафедры плодоовощеводства, технологии хранения и переработки продукции растениеводства БГСХА (ныне БГАУ). Профессор Казаков И. В. Казаков был высококвалифицированным талантливым педагогом и лектором, обладал широкой научной эрудицией, активно использовал в учебном процессе достижения науки и передовой практики. Он мастерски владел ораторским искусством. В своих лекциях, которые каждый раз являлись событием для студентов, Иван Васильевич не стремился к систематическому изложению всего курса плодоводства, а с большим полемическим темпераментом освещал основополагающие и дискуссионные вопросы. Кроме высокого профессионализма, его лекции и беседы со студентами отличались и сильным нравственным звучанием, хотя в его выступлениях не было голого политиканства, ложной патетики, ненужных артистических восклицаний.
В 1994 году Ивану Васильевичу присвоено почетное звание «Заслуженный деятель науки Российской Федерации», а в 2005 году – звание «Почетный работник высшего профессионального образования РФ». За научные достижения и практические результаты в селекции плодово-ягодных культур он 1996 году избран академиком Российской академии естественных наук, а в феврале 2007 года – (высочайшая оценка его многолетней плодотворной трудовой деятельности) - академиком Российской академии сельскохозяйственных наук. За цикл работ по биологии и селекции малины он в 2001 г. удостоен высшей награды селекционеров - «Золотой медали им. И. В. Мичурина», его имя занесено в энциклопедию «Лучшие люди России» (2003 г.).
В 2007 году И.В.Казаков избран Почетным профессором Брянской госсельхозакадемии, а в 2008 году ему присвоено почетное звание «Заслуженный ученый Брянской области».
И. В. Казаков – колоритнейшая фигура среди ученых своего времени, он был неким аристократом среди собратьев-селекционеров. Слагаемые его успеха – талант организатора, энергия, которой удивлялись молодые, исключительные трудолюбие и работоспособность, а также умение в трудных ситуациях находить компромисс, а иногда и принимать рискованные решения. Он всегда задавал верный тон в работе, и это было прекрасной школой для сотрудников, аспирантов, студентов.
Много сил и энергии Иван Васильевич отдавал работе. Его нисколько не тревожило, что его страстное увлечение работой занимает много времени. Селекционный процесс для И.В.Казакова был не просто механической работой, он и в работе ощущал себя поэтом, художником. Часто своё отпускное время и выходные дни проводил на работе, и даже в редкие минуты отдыха он черпал творческую энергию для создания новых сортов, идей, стихов.
Обладая удивительной коммуникабельностью, обаянием, неким утонченным шармом, помноженным на необыкновенное чувство юмора, он, подобно путеводной звезде, прочно приковывал к себе интерес окружающих.
До конца дней своих Иван Васильевич сохранял свойственный ему оптимизм, разностороннюю увлеченность, высокую притягательную силу и желание приносить окружающим максимальную пользу.
В истории отечественного садоводства И. В. Казаков, несомненно, останется крупнейшим селекционером. Сорта малины Ивана Васильевича, наше национальное достояние и гордость, по праву называемые «казаковскими», составляют основу современного сортимента этой культуры в России.
Ушел из жизни Иван Васильевич 26 августа 2011 года.

## Научная деятельность
И. В. Казаковым разработано принципиально новое направление в отечественной селекции малины - создание сортов ремонтантного типа, формирующих основной урожай ягод на однолетних побегах в конце лета - начале осени. Он обосновал и сформулировал модель «идеального» ремонтантного сорта. Практическим результатом выполненных исследований стало создание 28 первых отечественных сортов малины ремонтантного типа, из которых 16 (Абрикосовая, Августина, Бабье лето, Бабье лето-2, Бриллиантовая, Брянское диво, Геракл, Евразия, Жар-птица, Золотые купола, Золотая осень, Оранжевое чудо, Пингвин, Рубиновое ожерелье, Элегантная, Янтарная) включены в Госреестр селекционных достижений РФ, остальные проходят государственное и производственное испытание. Лучшие из них отличаются рекордной урожайностью (до 20-25 т/га), крупноплодностью (5-12 г), надёжной экологической адаптивностью и по этим показателям не имеют аналогов в мировой селекции малины. Технологии их возделывания низкозатратны и экологически безопасны. Сорта Жар-птица, Пингвин и Оранжевое чудо удостоены Золотой медали на Всероссийской выставке «Золотая осень – 2010».
Наряду с созданием новых сортов велась активная работа по их размножению в специализированном питомнике, который является крупнейшим в России поставщиком элитного посадочного материала малины.
Отличительной особенностью исследований И.В. Казакова от предшествующих селекционных работ по малине было выделение в самостоятельные направления селекции таких специфических признаков как зимостойкость, устойчивость к грибным болезням, урожайность, высокие качества ягод и пригодность к механизированной уборке.
Под руководством и при непосредственном участии Ивана Васильевича выполнено более 3 тысяч комбинаций скрещиваний, создан и проработан крупнейший в мире гибридный фонд малины (свыше 550 тыс. сеян-цев), сделана хозяйственно-биологическая и селекционная оценка многочисленного гибридного потомства по компонентам зимостойкости, урожайности, качественным показателям ягод, выявлены ценные доноры хозяйственно-важных признаков и доказана возможность совмещения их высокого уровня в одном генотипе. В результате межсортовых скрещиваний в пределах вида малина красная создано более 20 новых сортов, из которых 13 включены в Государственный реестр селекционных достижений РФ. Среди них первые отечественные сорта, пригодные к машинной убор-ке урожая (Бальзам, Спутница, Бригантина), на которых в 1989 году успешно испытаны экспериментальные образцы малиноуборочных машин ВСТИСП, а также комбайн фирмы «Joonas» (Финляндия), обеспечивающие полноту съёма зрелых ягод до 80%. Сорта Метеор, Бальзам, Скромница, Каскад брянский, Гусар, Пересвет, Вольница совмещают высокую урожайность (8-10 т ягод с гектара) со стабильной устойчивостью к биотическим и абиотическим стрессорам.
Обладая врожденной интуицией, И. В. Казаков одним из первых рассмотрел преимущества и перспективу создания ремонтантных сортов малины для условий средней полосы России. В 1977 году им получен первый отечественный сорт малины Бабье лето (Сентябрьская х 1-77 (Костинбродская х Новость Кузьмина)) с плодоношением на однолетних побегах. В дальнейшем это направление становится приоритетным в селекционной программе Кокинского опорного пункта. Новый импульс оно получило при включении в скрещивания наряду с малиной красной (R. idaeus L.), геноплазмы малины черной (R. occidentalis L.), боярышниколистной (R. grataegifolius Bge.), душистой (R. odoratus L.), замечательной (R. spectabilis Pursh.) и поленики (R. arcticus L.). В результате многолетней селекционной работы в 4-5 генерациях ряда межвидовых родительских форм выделены ремонтантные генотипы с высоким уровнем хозяйственноценных признаков в различном сочетании между собой. Особый интерес среди них представляют отборы, совмещающие раннее созревание урожая (конец августа – начало сентября) с обширной зоной осеннего плодоношения и другими хозяйственно-ценными признаками. Иваном Васильевичем разработана модель «идеального» сорта ремонтантной малины, адаптированного для Центрального региона России.
Наряду с созданием новых сортов И.В. Казаков проводил большую работу по их размножению в специализированном питомнике. Сорта малины его селекции широко используются в научных программах различных учреждений, а также выращиваются далеко за пределами Брянской области, в Белоруссии, Украине, Казахстане, государствах Балтии.
Селекционные исследования Ивана Васильевича не ограничивались только культурой малины. С 1969 по 1989 годы им создана коллекция зимних сортов яблони отечественной и зарубежной селекции (более 250 сор-тов) и организовано их сортоизучение. С учетом полученных результатов сорта Богатырь, Спартан и Жигулевское были включены в районированный сортимент Брянской области, сорт Норис – передан в государственное сортоиспытание.
Им выполнены оригинальные работы по изучению подвоев груши и созданию маточно-семенных насаждений этой культуры на Брянщине. 
Приоритетным направлением работы опорного пункта садоводства, возглавляемого И.В. Казаковым, являлось создание экологически устойчивых, высокопродуктивных сортов малины, земляники и черной смородины, адаптированных к ресурсосберегающим технологиям возделывания. На опорном пункте под научным руководством И.В. Казакова была начата работа по селекции смородины черной. По её результатам в государственное испытание переданы сорта Бармалей, Брянский агат, Гамаюн, Дебрянск, Исток, Стрелец и Чародей.
И. В. Казаков оказывал большую научно-методическую помощь садоводческим хозяйствам, внедрял новые сорта в промышленное и любительское садоводство, активно участвовал в работе региональных и республиканских совещаний, неоднократно принимал участие в международных конференциях и симпозиумах (в Болгарии, Чехословакии, Индии, США, Китае).
Иван Васильевич Казаков был не только талантливым селекционером, но и активным пропагандистом и настоящим патриотом культуры малины, которой посвящал монографии, научные и популярные статьи, стихи и оды. Он использовал любую возможность донести до людей, будь то студенты, аспиранты, научные сотрудники, садоводы-любители все свои знания и умения. Эмоционально, со стихами он рассказывал о преимуществах технологии и сортах ремонтантной малины.

## Педагогическая деятельность
И. В. Казаков умело сочетал исследовательскую работу с подготовкой кадров научных сотрудников. Талант педагога позволял ему донести знания и свои творческие замыслы до многочисленных учеников и последователей. Аспиранты постоянно чувствовали его ежедневное внимание, и, несмотря на большую занятость, он всегда находил время помочь в работе, сделать все необходимое для ее скорейшего выполнения. Под руководством И.В.Казакова защищены 3 докторских и 19 кандидатских диссертаций. Основная часть сотрудников Кокинского опорного пункта садоводства и кафедры плодоовощеводства – его бывшие аспиранты. Он очень хорошо знал жизнь сотрудников и их семьи. Это помогало ему всегда находить контакт с каждым членом коллектива, что служило на общую пользу, помогало в работе. Иван Васильевич, как никто другой, умел сплачивать коллектив и вдохновлять его на выполнение поставленных задач. 
Под руководством Казакова И.В. в учебном хозяйстве БГСХА созданы уникальные насаждения плодово-ягодных культур, которые являются хорошей учебно-производственной базой по плодоводству для практического обучения студентов.
Исследования Ивана Васильевича отражены в 250 публикациях и 12 монографиях. Им разработан и опубликован цикл методических пособий к лекционным и лабораторно-практическим занятиям по курсу плодоводства. Он являлся одним из авторов учебников для студентов вузов по агрономическим специальностям: «Селекция и сортоведение плодовых куль-тур» (1993 г.) и «Общая и частная селекция и сортоведение плодовых и ягодных культур» (2004 г.). Ряд научных работ опубликовано за рубежом. Его научно-педагогическая деятельность отмечена орденом Почёта и многими медалями.
В книгах «Малина» (1976, 1980, 1985), «Селекция малины в средней полосе РСФСР» (1989), «Малина и ежевика» (1994), «Малина в вашем саду» (1995), «Малина. Ежевика» (2001), «Ремонтантная малина в России» (2006), «Малина ремонтантная» (2007) и др. обстоятельно, на современном научно-производственном уровне, рассматриваются проблемы ягодных культур, их биологические особенности и генетические ресурсы, достижения селекции и сортимент, современные технологии возделывания.

## Творческая деятельность
Признаться могу: не единой
Я женщиной был увлечен,
Но с дамой капризной - малиной
Теперь навсегда обручен.
И. В. Казаков с детства увлекался поэзией, чему в немалой степени способствовали талантливые школьные учителя литературы на родной Смоленщине Н .З. Павлова и И. Ю. Арайс, а в последующие годы учебы в Мичуринском плодоовощном институте профессор Некрасов В. В., тонкий знаток и ценитель поэзии, встречавшийся в юношеские годы с В. Маяковским и С. Есениным. И. В. Казаков автор поэтических книг «Малиновый звон» (М., 1998), «Земное притяжение» (Краснодар, 2003), «Парус надежды» (Брянск, 2006) и соавтор поэтических сборников – «Самоволка» (С.-Петербург, 1998), «Красное яблоко» (Рязань, 2003). Подборки его стихов опубликованы в международном журнале «Форум» (М., 2002), книге «На благо отечественного садоводства» (Орел, 1996), ряде центральных и региональных газет.

Профессиональная занятость, связанная с селекцией плодово-ягодных культур, а также многолетняя педагогическая работа в БГСХА оставляли мало времени для стихотворчества, о чем автор как-то сказал:
Я новые стихи не написал
Не потому, что выдохся до срока,
А потому, что дел мирских завал,
А потому, что каждый день – морока!
Тем не менее, академик И.В.Казаков находил время для поэзии. Тонким лиризмом пронизаны его стихи о любви, озабоченностью, тревогой и надеждой наполнены строки о судьбе России, с душевной теплотой пишет он о своих друзьях-сподвижниках, о своей профессии, в которую влюблен с детства и на всю оставшуюся жизнь.

## Некоторые сорта Казакова Ивана Васильевича

### Ремонтантная малина
- Абрикосовая
- Августина (поздний[9])

- Августовское Чудо
- Атлант
- Бабье Лето (поздний[9])
- Бабье Лето-2 (средний[9])
- Бриллиантовая (ранний[9])
- Брянское Диво (ранний[9])
- Геракл (ранний[9])
- Жар-птица
- Журавлик
- Золотые Купола (ранний[9])
- Золотая Осень (средний[9])
- Евразия (ранний[9])
- Осенняя Красавица
- Оранжевое Чудо (средний[9])
- Поклон Казакову
- Пингвин
- Рубиновое Ожерелье
- Шапка Мономаха
- Элегантная
- Янтарная

### Малина обыкновенная
- Гусар
- Скромница
- Бальзам
- Спутница
- Бригантина